# Sofia Amália de Nassau-Siegen
Sofia Amália de Nassau-Siegen (Terborg, 10 de janeiro de 1650 — Mitau, 25 de dezembro de 1688) foi  duquesa consorte da Curlândia e Semigália pelo seu casamento com Frederico Casimiro Kettler.

## Família
Sofia Amália foi a segunda filha e terceira criança nascida do conde Henrique II de Nassau-Siegen e de Isabel de Limburgo-Stirum, também chamada de Maria Madalena. Os seus avós paternos eram João VII, Conde de Nassau-Siegen e Margarida de Schleswig-Holstein-Sonderburg, sua segunda esposa. Os seus avós maternos eram o conde Jorge Ernesto de Limburgo-Stirum e Madalena de Bentheim.
Ela teve três irmãos: Ernestina, o conde Guilherme Maurício, marido de Ernestina Carlota de Nassau-Schaumburgo, e Frederico.

## Biografia
Sofia Amália e Frederico Casimiro, então príncipe hereditário da Curlândia, ambos aos vinte e cinco anos, casaram-se no dia 25 de outubro de 1675, na cidade de Haia, no atual Países Baixos. Ele era filho de Jacob Kettler e de Luísa Carlota de Brandemburgo.
Alguns anos depois, ela tornou-se duquesa com a ascensão do marido, em 1 de janeiro de 1682. O casal teve cinco filhos, quatro meninas e um menino.
A duquesa faleceu no dia 25 de dezembro de 1688, aos 38 anos de idade, e foi sepultada no Palácio de Jelgava, na atual Letônia.

## Descendência
- Frederico Kettler (3 de abril de 1682 – 11 de fevereiro de 1683), príncipe hereditário da Curlândia;
- Maria Doroteia Kettler (2 de agosto de 1684 – 17 de janeiro de 1743), foi esposa do marquês Alberto Frederico de Brandemburgo-Schwedt, com quem teve sete filhos;
- Leonor Carlota Kettler (11 de junho de 1686 – 28 de julho de 1748), foi esposa do duque Ernesto Fernando de Brunsvique-Luneburgo, com quem teve treze filhos;
- Amália Luísa Kettler (23 de julho de 1687 – 18 de janeiro de 1750), foi esposa do príncipe Frederico Guilherme I Adolfo de Nassau-Siegen, com quem teve oito filhos;
- Cristina Sofia Kettler (15 de novembro de 1688 – 22 de abril de 1694).